# Боргар Баре
Боргар Баре (фр. Beauregard-Baret) насеље је и општина у источној Француској у региону Рона-Алпи, у департману Дром која припада префектури Валанс.
По подацима из 2011. године у општини је живело 798 становника, а густина насељености је износила 34,04 становника/km². Општина се простире на површини од 23,44 km². Налази се на средњој надморској висини од 457 метара (максималној 1.292 m, а минималној 141 m).

## Демографија
| 1962. | 1968. | 1975. | 1982. | 1990. | 1999. | 2011. |
| ----- | ----- | ----- | ----- | ----- | ----- | ----- |
| 287   | 364   | 321   | 429   | 504   | 543   | 798   |

График промене броја становника у току последњих година